# 安東·鄧尼金
安东·伊万诺维奇·邓尼金（羅馬化：Anton Ivanovich Denikin；1872年12月16日—1947年8月8日），俄罗斯帝国将领，俄国白军领袖之一。

## 生平
邓尼金出生于波兰华沙附近的一个小城，后进入基辅军校学习，1905年参与日俄战争。
一战爆发时，邓尼金已经晋升为基辅地区驻军司令，后前往加利西亚指挥作战。1916年，邓尼金指挥第八集团军发动了对罗马尼亚的进攻。二月革命后，邓尼金出任军队参谋长，辅佐三任总司令。在科尔尼洛夫叛乱后，邓尼金受到牵连，于1917年9月同拉夫尔·科尔尼洛夫一同被捕。
十月革命后，邓尼金逃往俄国南部，组织了一支“志愿军”进行反对布尔什维克党的军事行动。1918年，邓尼金成为这支军队的指挥官，他从顿河出发，几乎攻占莫斯科。失败后，退入克里米亚半岛，他的领导地位被迫交给彼得·尼古拉耶维奇·弗兰格尔。
卸职后，邓尼金长期居住在国外，1926年后长期流亡法国。第二次世界大战期间他一度被捕，但纳粹德国对其不感兴趣，将其释放。
1941年纳粹德国入侵苏联之后，邓尼金呼吁全世界的俄罗斯人团结起来，为民族而战。但他同时也没有放弃反共的价值观。
第二次世界大战后，邓尼金移民美国密歇根州，终老天年。

## 身後
蘇聯解體後，鄧尼金的女兒瑪琳娜·安東諾夫娜·鄧尼金娜向俄國請求將他的遺體送回俄國安葬，獲得俄國總統普京同意，於2005年10月3日歸葬莫斯科頓河修道院墓園。

## 外部連結
- 安東·鄧尼金的作品  - 古騰堡計劃
- 互联网档案馆中安東·鄧尼金的作品或与之相关的作品
- Anton Ivanovich Denikin. Biographies at Answers.com. （页面存档备份，存于） Answers Corporation, 2006.
- Pogroms in Southern Russia; Massacres of Jews in Several Towns Follow Retreat of Denikin's Army; New York Times (February 26, 1920) （页面存档备份，存于）
- Berkman, Alexander; "FASTOV THE POGROMED" from The Bolshevik Myth, New York: Boni and Liveright, 1925
- Evgenii Vladimirovich Volkov: Denikin, Anton Ivanovich （页面存档备份，存于）, in: 1914-1918-online. International Encyclopedia of the First World War （页面存档备份，存于）.
- 有关安東·鄧尼金在德国经济学中央图书馆（ZBW）20世纪新闻档案中的剪报。